# Torsja kręgu
Torsja kręgu – jeden z objawów skoliozy.
Torsja powstaje w wyniku obracania się kręgów i oporów stawianych przez otaczające tkanki. W następstwie tego występuje:
- rozpłaszczenie i zmniejszenie wysokości trzonu po stronie wklęsłej
- skrócenie nasady łuku po stronie wklęsłej
- ustawienie wyrostka poprzecznego strony wypukłej w płaszczyźnie zbliżonej do strzałkowej
- skrócenie oraz przemieszczenie wyrostka kolczystego ku stronie wklęsłej
- zmiany kształtu otworów kręgowych

Torsja dotyczy w największym stopniu kręgów zlokalizowanych na szczycie skrzywienia. 